# マレーリバー・カーリーコーテッド・レトリーバー
マレーリバー・カーリーコーテッド・レトリーバー（英: Murray River Curly Coated Retriever）は、オーストラリア原産の小型のレトリーバー犬種である。
1800年代にマレー川周辺でカモ猟用の猟犬として作出された犬種である。カーリーコーテッド・レトリーバーと混同されがちだが、より小型の犬である。2010年7月に犬種クラブが設立されたが、ケネルクラブ等の公認は受けていない。
全体的な容姿はスパニエルの血が入った茶色のカーリーコーテッド・レトリーバーに見える。上唇が若干長いが、これはレトリーバーとして働く際に回収した鴨をしっかり咥え、ソフトマウスの技術をより高度なものにするために改良されたポイントである。よだれは酷暑の時以外はあまり垂らさない。頭部はやや大きめで、瞳の色は琥珀色。コートはウエーブがかって縮れたラフコート。毛色はブラウン、チョコ、レバーのいずれかの単色か、それにホワイトのパッチが入ったもの。毛先の部分が金色がかっている場合が多い。垂れ耳・垂れ尾にもそのような飾り毛がある。胸は深くがっしりした体格で、脚は長い。指の間には水掻きがあり、泳ぐのが大好きである。大型犬サイズで、性格は落ち着きがあって優しく、攻撃的な面が無い。しつけもよく入り、子供や他のペットと遊ぶことが大好きである。コートの手入れも軽いブラッシング程度で済み、飼いやすい犬種であるが、運動量はとても多くタフな犬である。
大半の犬は実用犬として飼育されているが、ペットとして飼われている犬も少なくない。